# 卡劳 (匈牙利)
卡劳，是匈牙利绍莫吉州所辖的一个村。总面积5.37平方公里，总人口53，人口密度9.9人/平方公里（2011年1月1日）。